# Stiphropus lippulus
Stiphropus lippulus là một loài nhện trong họ Thomisidae.
Loài này thuộc chi Stiphropus. Stiphropus lippulus được Eugène Simon miêu tả năm 1907.